# Championnat des îles Cook de football 2020
Navigation
Saison précédente Saison suivante
La saison 2020 du Championnat des îles Cook de football est la quarante-septième édition du championnat de première division aux Îles Cook. Les six meilleurs clubs de Roratanga sont regroupés au sein d'une poule unique, la Round Cup, où ils s'affrontent trois fois au cours de la saison. Il n’y a ni promotion, ni relégation en fin de saison.
C'est le Tupapa Maraerenga FC qui est de nouveau sacré champion des îles Cook cette saison après avoir terminé en tête du classement final, avec sept points d'avance sur le Nikao Sokattack FC. C'est le seizième titre de champion des îles Cook de l’histoire du club.

## Les clubs participants
- Tupapa Maraerenga FC
- Puaikura FC
- Matavera FC
- Nikao Sokattack FC
- Titikaveka FC
- Avatiu FC

## Compétition

### Classement
Le barème utilisé pour établir le classement est le suivant :
- Victoire : 3 points
- Match nul : 1 point
- Défaite : 0 point

| Rang | Équipe                 | Pts | J  | G  | N | P  | Bp | Bc | Diff |
| ---- | ---------------------- | --- | -- | -- | - | -- | -- | -- | ---- |
| 1    | Tupapa Maraerenga FC T | 38  | 15 | 12 | 2 | 1  | 48 | 16 | +32  |
| 2    | Nikao Sokattack FC C   | 31  | 15 | 10 | 1 | 4  | 40 | 18 | +22  |
| 3    | Puaikura FC            | 23  | 15 | 7  | 2 | 6  | 31 | 27 | +4   |
| 4    | Titikaveka FC          | 20  | 15 | 6  | 2 | 7  | 38 | 35 | +3   |
| 5    | Avatiu FC              | 10  | 15 | 2  | 4 | 9  | 23 | 53 | -30  |
| 6    | Matavera FC            | 6   | 15 | 1  | 3 | 11 | 16 | 47 | -31  |

|  | Qualification pour la Ligue des champions de l'OFC 2021     |
|  | T : Tenant du titre C : Vainqueur de la Coupe des îles Cook |

## Bilan de la saison
| Championnat des îles Cook de football 2020 |                                             |
| Champion                                   | Tupapa Maraerenga Football Club (16e titre) |
| Coupes et trophées                         |                                             |
| Vainqueur de la Coupe des îles Cook 2020   | Nikao Sokattack Football Club               |
| Qualifications continentales               |                                             |
| Ligue des champions de l'OFC 2021          | Tupapa Maraerenga Football Club             |
| Promotions et relégations                  |                                             |
| Promus en Round Cup                        | Aucun                                       |
| Relégués                                   | Aucun                                       |